# Rhinocricus eucrines
Rhinocricus eucrines är en mångfotingart som beskrevs av Chamberlin 1955. Rhinocricus eucrines ingår i släktet Rhinocricus och familjen Rhinocricidae. Inga underarter finns listade i Catalogue of Life.